# Hoya benguetensis
Hoya benguetensis är en oleanderväxtart som beskrevs av Rudolf Schlechter. Hoya benguetensis ingår i släktet Hoya och familjen oleanderväxter. Inga underarter finns listade i Catalogue of Life.